# Alf Schrøder

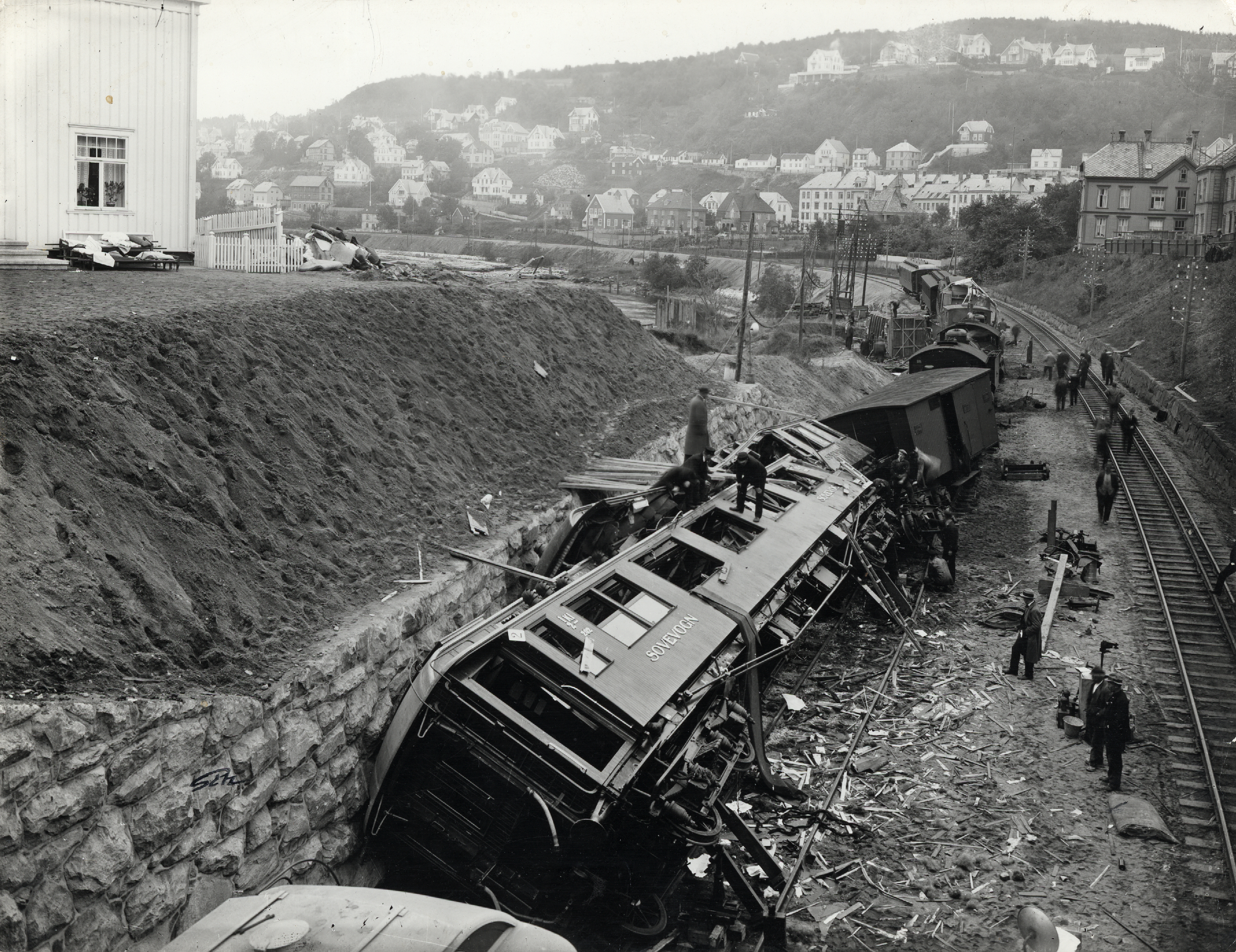
Nidareidulykken, železniční nehoda, 1921

Alf Leonard Dominicus Pedersen Schrøder (20. srpna 1880, Vefsn – 28. ledna 1951, Trondheim, Norsko), známý jako Alfe Schrøder, byl norský fotograf.

## Životopis
Schrøder byl nejznámější jako novinářský fotograf pracující pro noviny po celém Království. Jeho společnost Schrøder Foto v Trondheimu provozovala studio a samostatnou divizi pro prodej fotografických výrobků, ve své době firma patřila mezi největší v Severských zemích, Schrøder provozoval obchody v Trondheimu, Stjørdalu, Steinkjeru a Sortlandu.
Byl synem kameníka Pettera Kristiana Pedersena a jeho ženy Lovise Larsdatter. Byl farmaceutem v Mosjøenu, ale odstěhoval se do Trondheimu, kde působil jako fotograf už ve svých šestnácti letech. Řemeslo se učil ve studiu Ludviga M. A. Bacha od roku 1898, kde byl asistentem až do roku 1907, kdy převzal celou společnost. Fotografický podnik dodnes (2015) stále existuje na stejné adrese pod názvem Foto Schrøder. Kolem roku 1930 měl Schrøder kolem dvaceti zaměstnanců, a kolem roku 1940, to byl již celkem 55. Schrøder přesto neustal v práci aktivního fotografa. Byl také pravidelným fotografem Nidaroského dómu, pravděpodobně od roku 1920.
V českém kontextu je zajímavé, že fotil snímky Čechů nuceně nasazených v Trondheimu v roce 1943.[nenalezeno v uvedeném zdroji]
Schrøder byl v radě Nordenfjeldske asociace fotografů a předseda Prøvenevnden. Člen představenstva Trondhjems Huseierforening období od roku 1930. Byl také zástupce Høyre v městské radě města Trondheim z roku 1940.

## Galerie

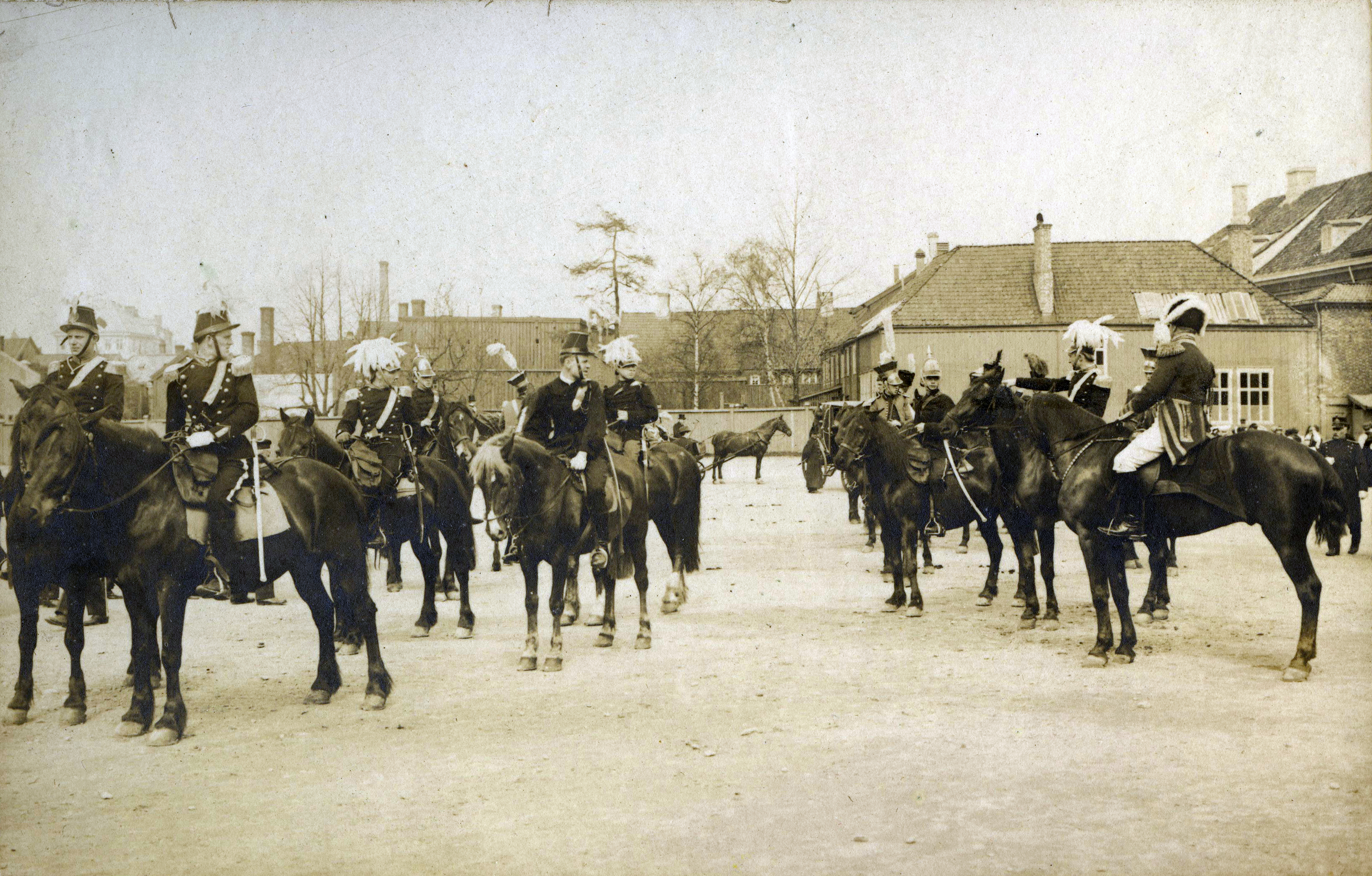
Grunnlovsjubileets, v Trondheim, Norsko, 1914
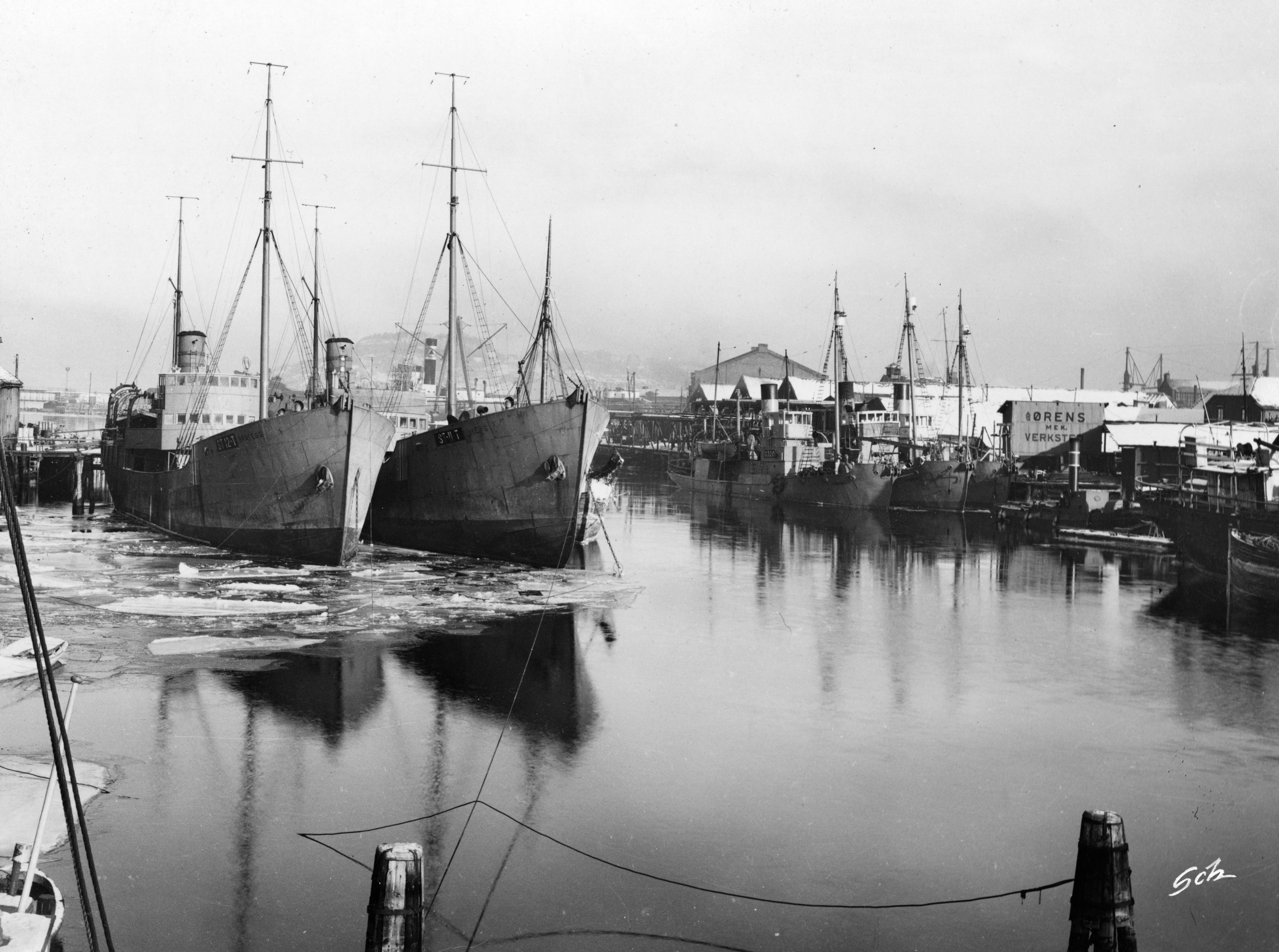
Ørens Mekaniske Værksted, Nidelva
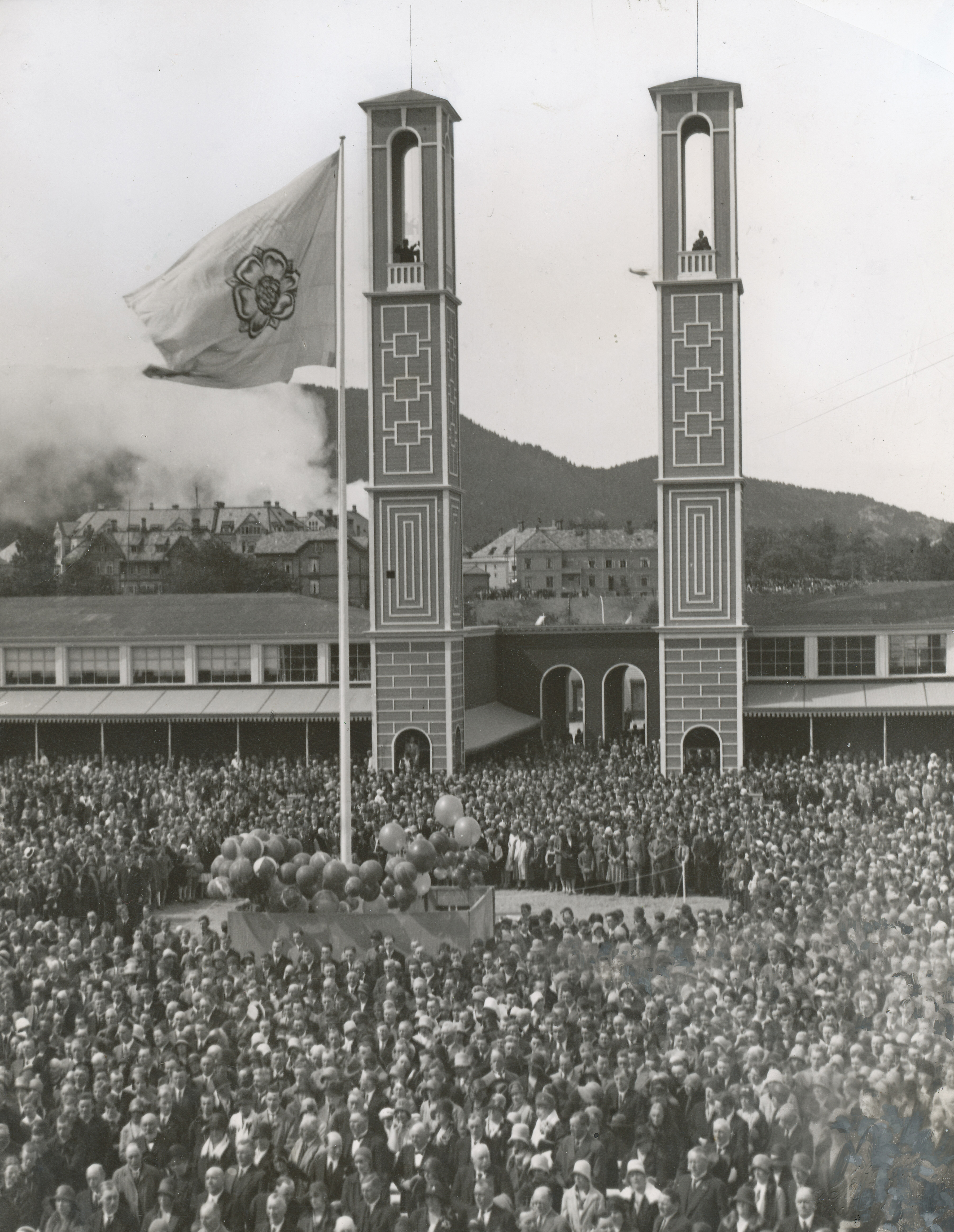
Otevření Trøndelagsutstillingen, 1930
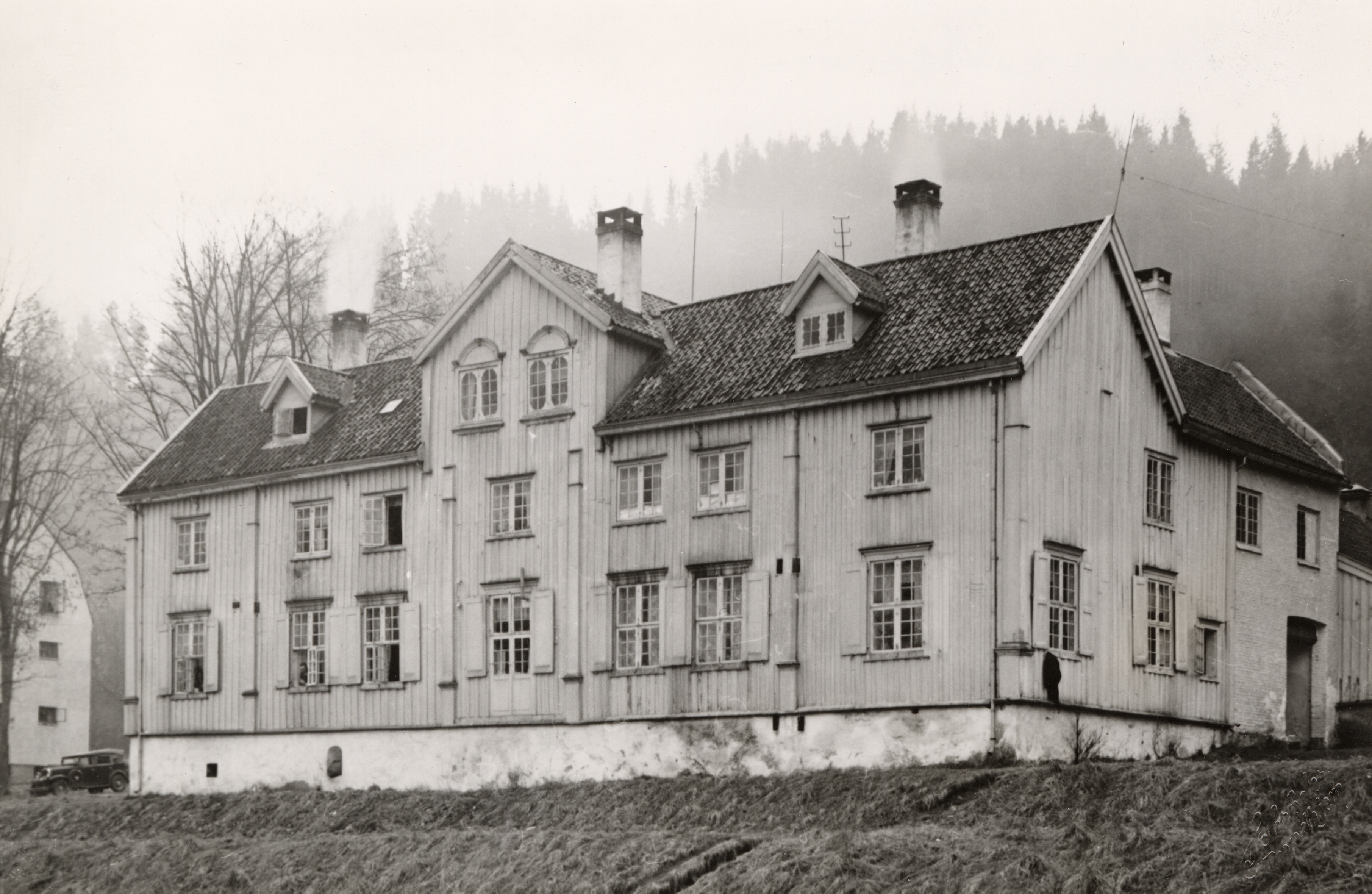
Farma Ilsvika gård Trondheim, Norsko
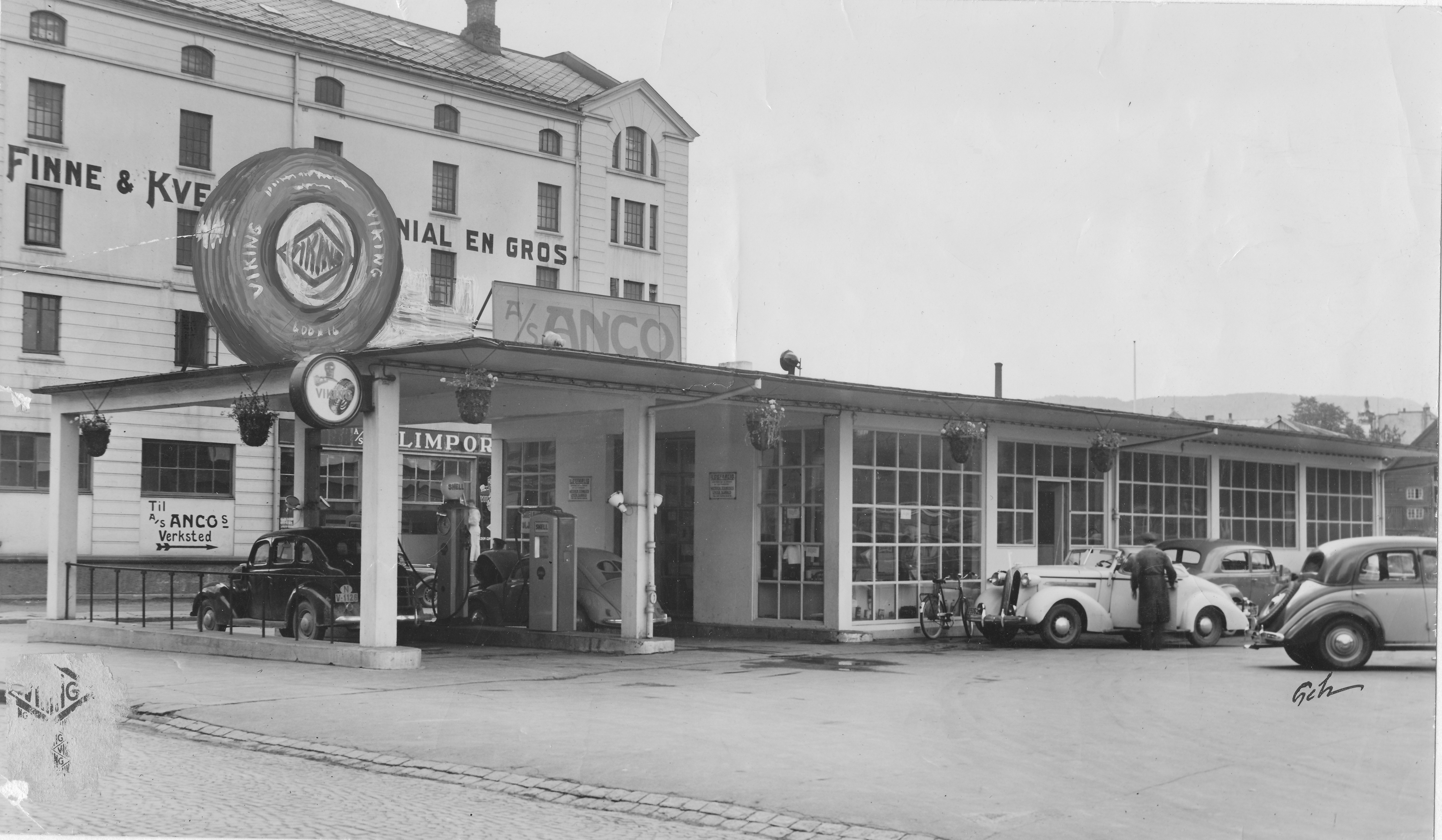
A S Anco Nedre Bakklandet 58 C
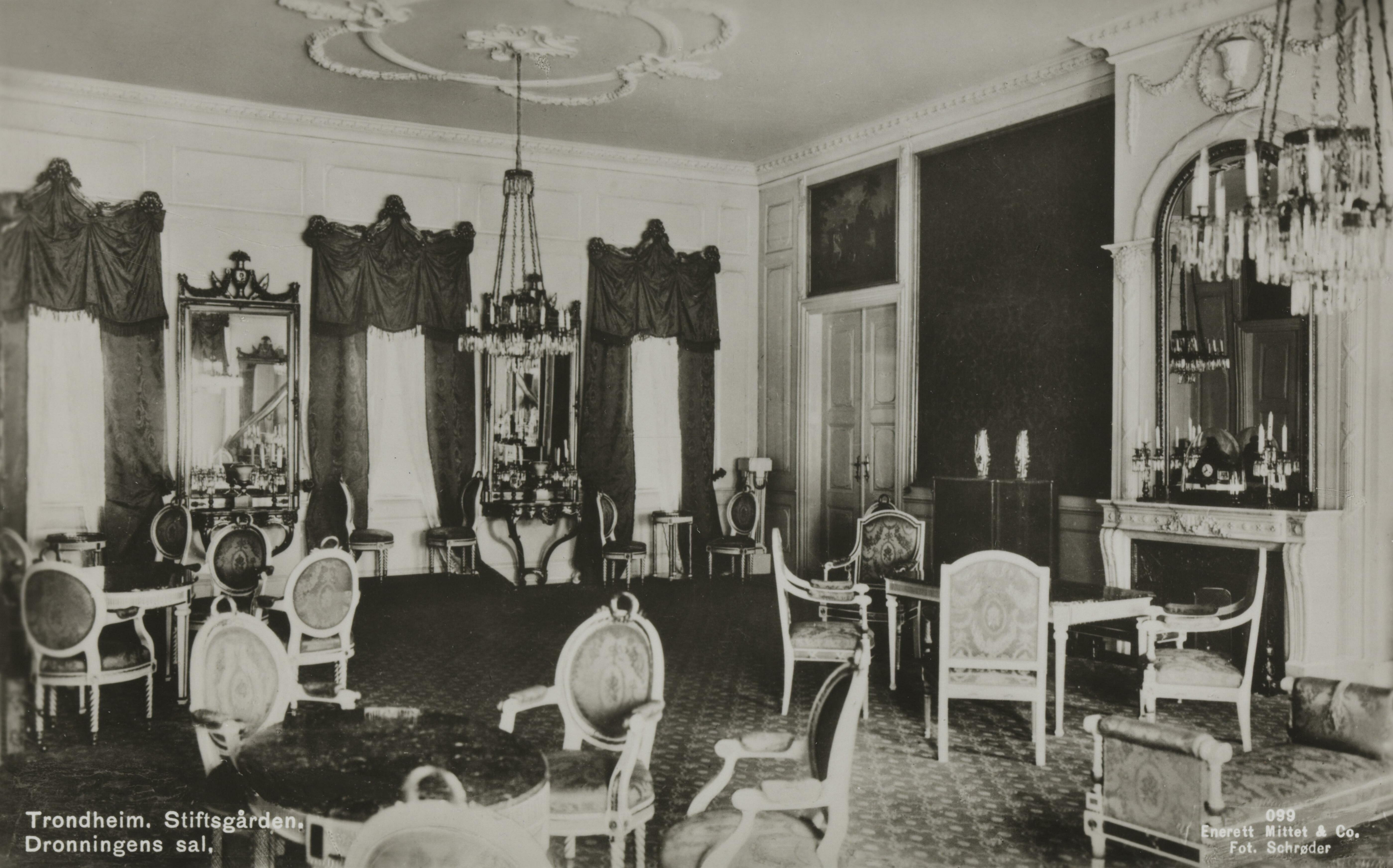
99 Trondhjem. Stiftsgården. Dronningens sal
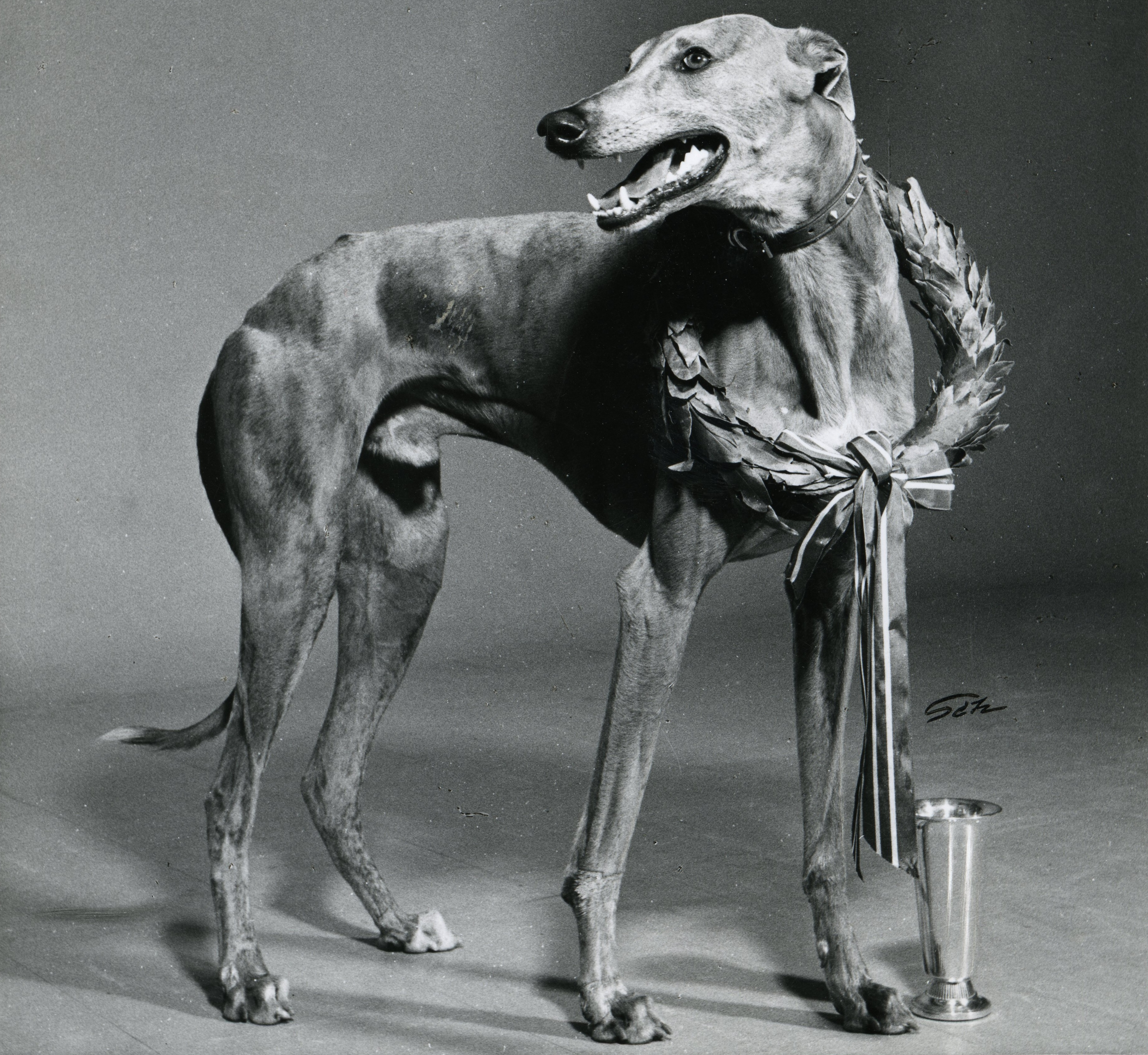
Ali Kahn, 1963
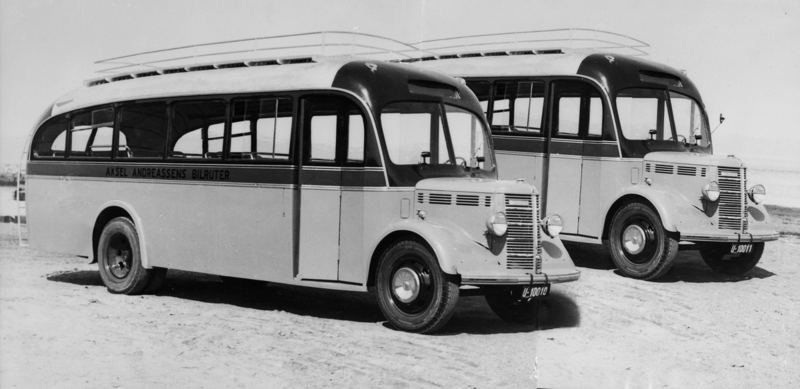
Autobusy, Trondheim
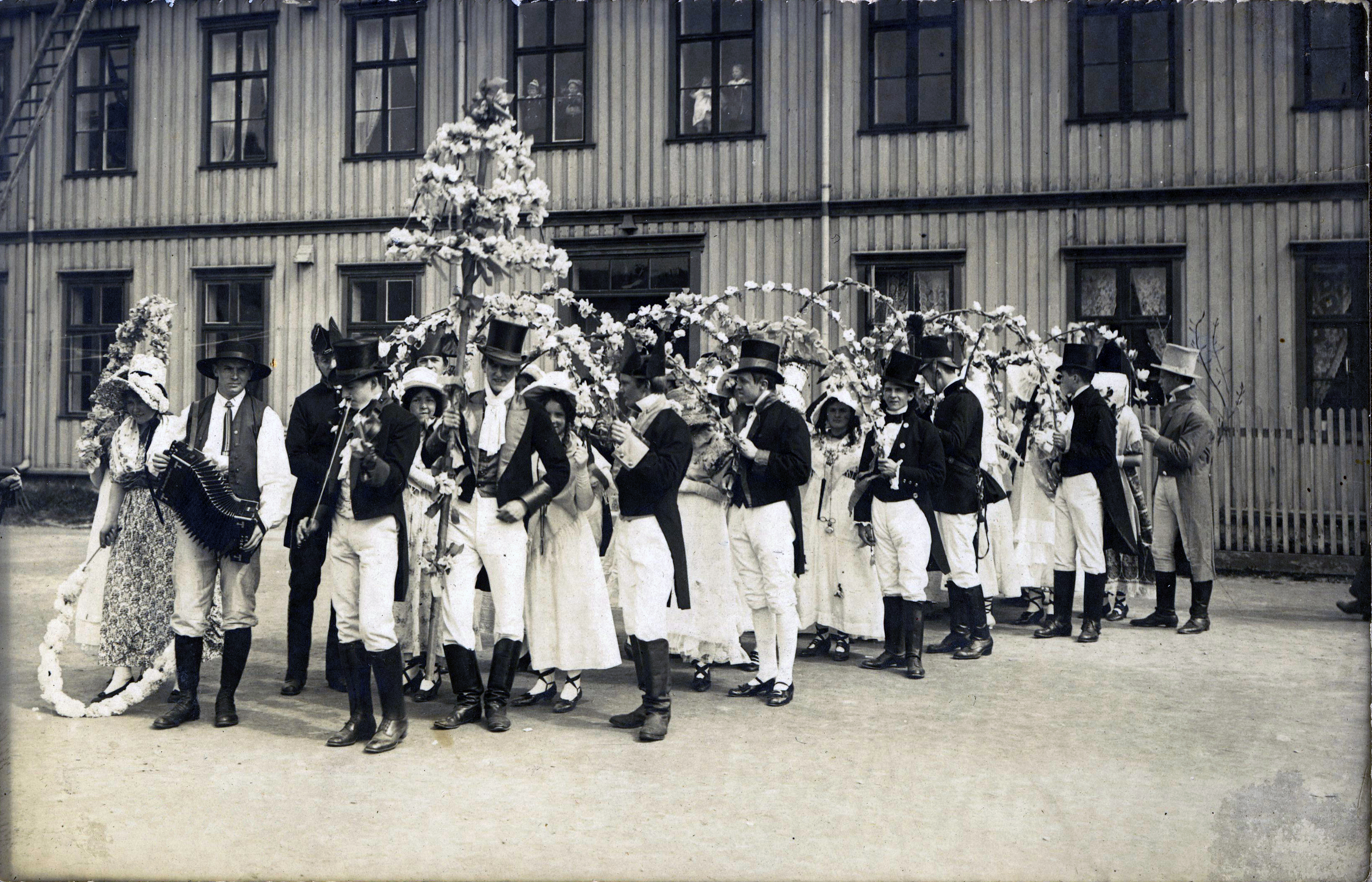
Historický průvod, 1914
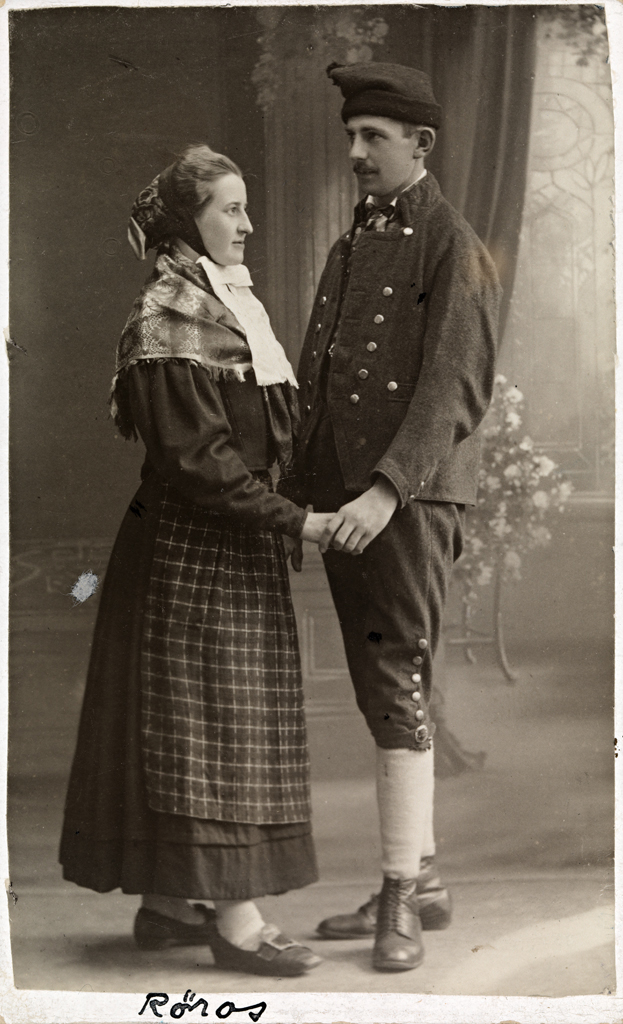
Inga a Asbjørn Langen, Rørosdragt v historickém průvodu, Trondhjem, květen 1914
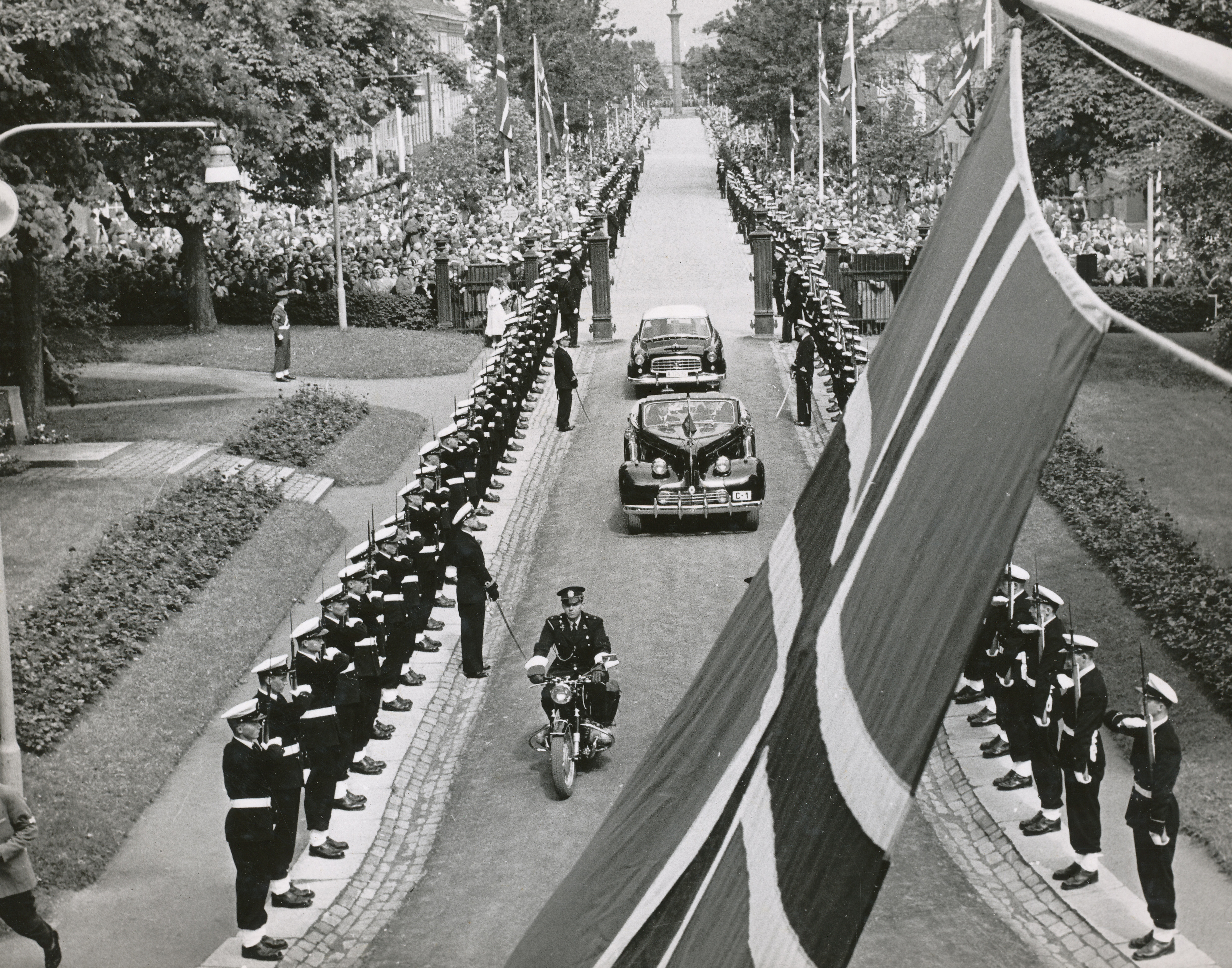
Příjezd Krále Olafa, 1958
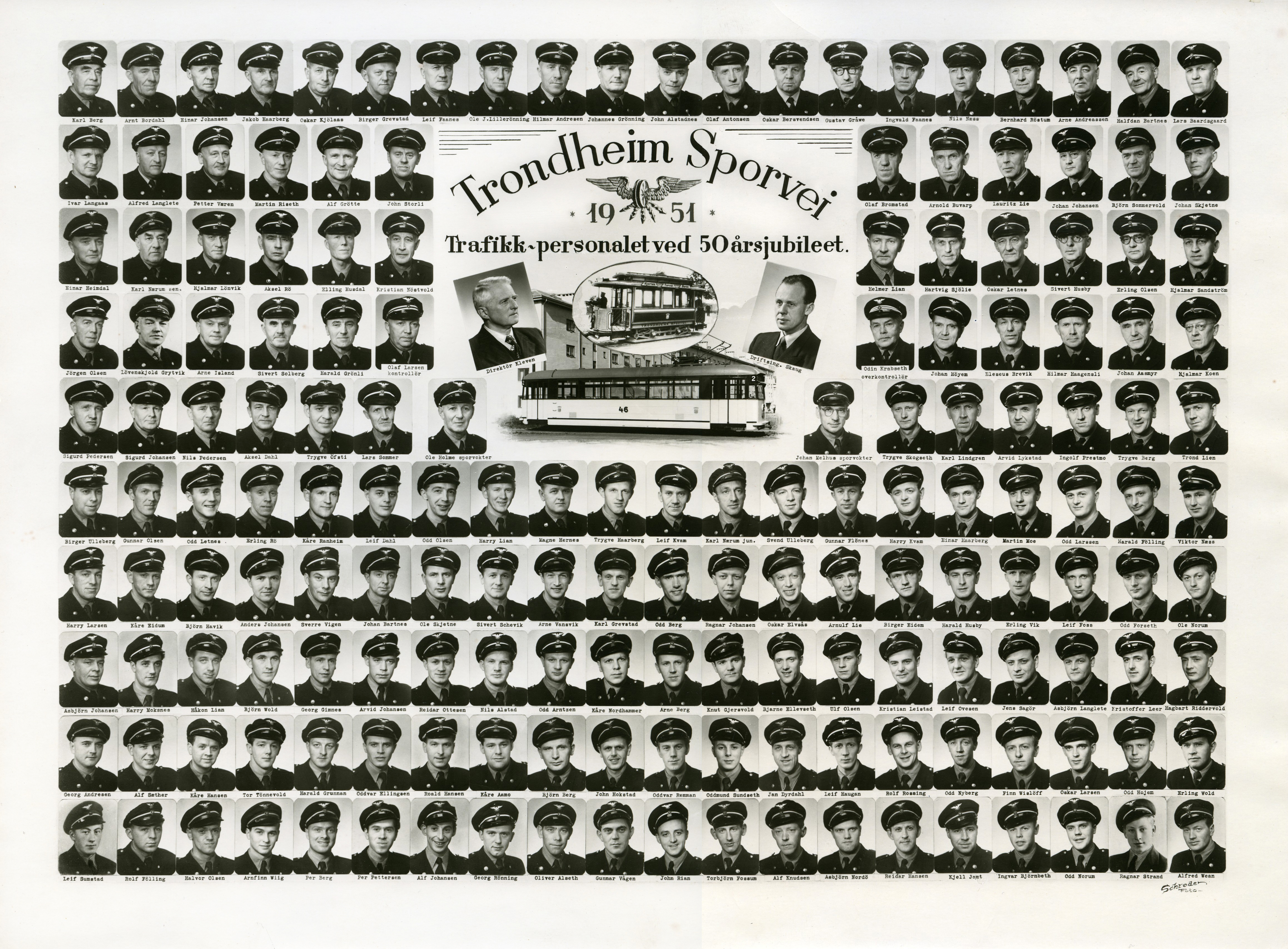
Trondheim Sporvei, dopravní personál k 50. výročí, 1951
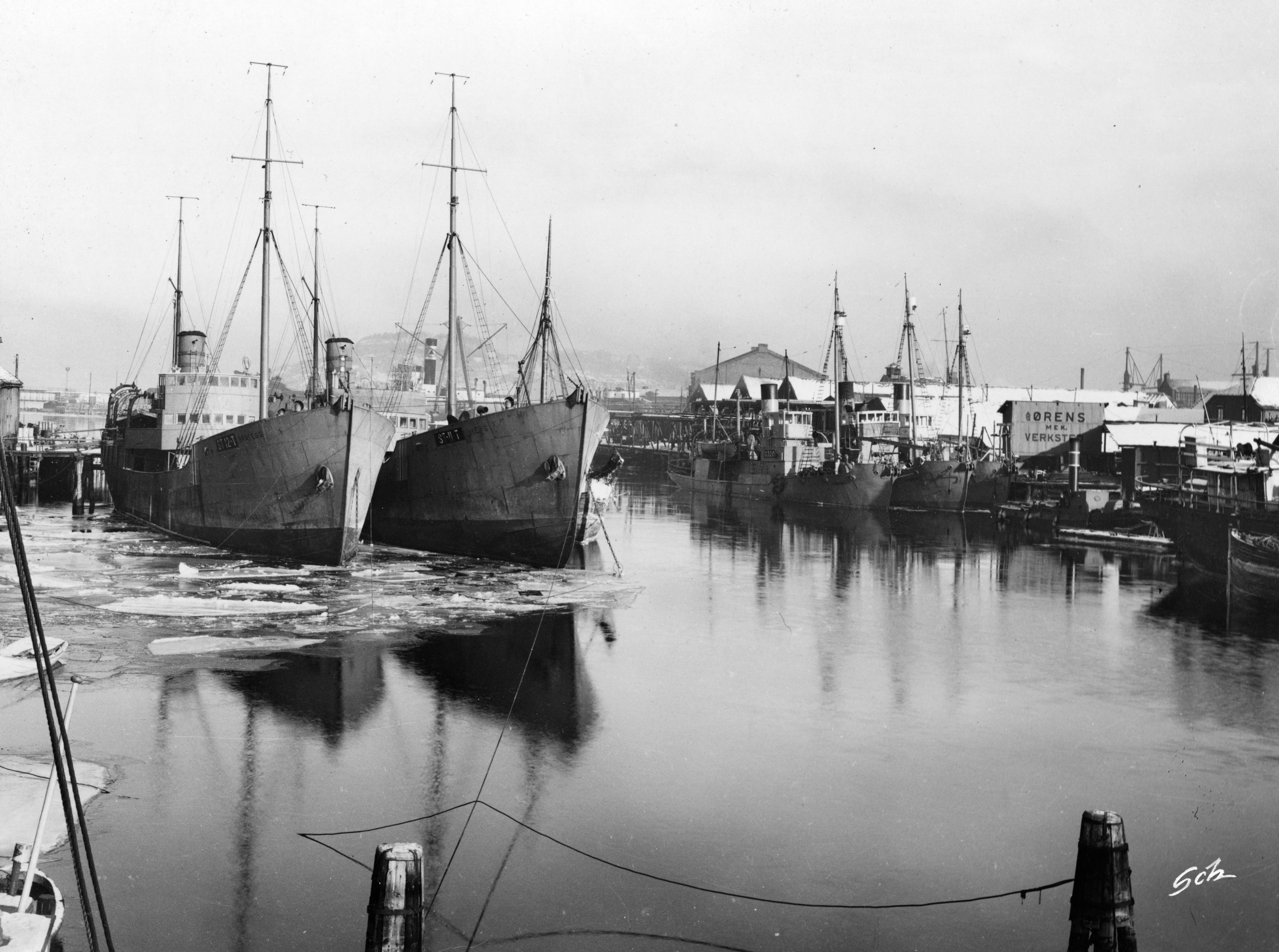
Mechanická dílna, Nidelva